# Éléonor François Élie de Moustier
Pour les autres membres de la famille, voir de Moustier.
Éléonor François Élie de Moustier, marquis de Moustier, né le 15 mars 1751 à Paris et mort le 1er février 1817 à Bailly (Yvelines), est un officier et diplomate français, lieutenant-général de l'armée royale[source insuffisante] et ambassadeur de France.
De naissance noble, il hérite du titre de marquis de Moustier et est reçu dans l'ordre de Saint-Jean de Jérusalem, mais ne présente pas ses vœux de chevalier pour pouvoir se marier.

## Carrière militaire
Il fait ses études supérieures à l'Université de Heidelberg, puis s'engage dans le régiment de la Reine cavalerie. Il poursuit sa formation militaire à Besançon où son père est inspecteur général de cavalerie. 
En 1767, il est nommé sous-lieutenant dans la Royal-Navarre cavalerie. En 1768, il commande la compagnie écossaise des gardes-du-corps. En 1771, il commande une compagnie de dragons dans le Régiment du Dauphin.
Le 2 janvier 1779, son fils Clément-Édouard naît à Coblence. Il deviendra à son tour ministre plénipotentiaire.
En 1784, il reçoit la croix de Saint-Louis. En 1789, il devient chevalier de Saint-Georges au comte de Bourgogne.
Le 30 décembre 1814, il reçoit le grade de maréchal des camps et armées du roi avec effet rétroactif à la date du 1er janvier 1794.

## Carrière diplomatique
En 1771, il décline l'offre du roi d'Espagne d'être attaché à son service. Fidèle au roi de France, il rejoint Louis XVI à Fontainebleau et ce dernier lui permet de partager son carrosse et ses parties de chasse. L'année suivante, le roi le nomme conseiller d'ambassade à Londres. En 1776, il est nommé secrétaire d'ambassade à Naples, auprès de son beau-frère, le marquis de Clermont d'Amboise, et deux ans plus tard, il est nommé ministre du roi près de l'archevêque-électeur de Trèves. En 1783, il est envoyé comme chargé de mission diplomatique à Londres à la suite du traité de paix signé entre l'Angleterre et la France. En 1787, il est nommé ministre plénipotentiaire aux États-Unis. En 1790, à la suite des évènements de la Révolution française, il est rappelé pour un poste diplomatique en Prusse.
En septembre 1791, Louis XVI lui propose le poste de ministre des Affaires étrangères. Mais son opposition aux idées révolutionnaires, lui font décliner l'offre royale afin de ne pas cautionner la Révolution. Les partisans de la Révolution demandent qu'il soit renvoyé en Prusse afin qu'il déconseille au roi de Prusse d'organiser une coalition anti-révolutionnaire. Mais Éléonor François Élie de Moustier est l'initiateur de cette coalition anti-républicaine. Le roi de France le nomme alors ambassadeur à Constantinople. Le parti révolutionnaire réclamant sa tête, il fuit en Angleterre d'où il rejoint la Prusse. 
Le frère du roi, Monsieur, lui confère les pleins pouvoirs pour traiter les intérêts du roi de France et de la monarchie. En 1792, Monsieur lui offre le titre de régent du royaume pendant la captivité du roi. En 1793, il retourne en Angleterre. Il dirige les tractations entre les forces anglaises et les troupes des généraux fidèles au roi, réfugiées sur le sol anglais. En 1795, il coordonne le débarquement royaliste de Quiberon. Après l'échec de la contre-révolution, il demeure tantôt en Prusse, tantôt en Angleterre. En 1814, il retourne en France à la suite du roi Louis XVIII pour quelque temps. Proscrit de nouveau, à la suite de nouveaux attentats, il rentre définitivement en 1815.